# Brachymyrmex pictus
Brachymyrmex pictus är en myrart som beskrevs av Mayr 1887. Brachymyrmex pictus ingår i släktet Brachymyrmex och familjen myror.

## Underarter
Arten delas in i följande underarter:
- B. p. balboae
- B. p. pictus